# Art Jenkins
Arnold „Art“ Jenkins (* 18. April 1934; † 13. April 2012) war ein US-amerikanischer Sänger, Liedtexter, Komponist und Perkussionist, der lange Jahre Mitglied im Sun Ra Arkestra war.

## Leben und Wirken
Art Jenkins wurde 1960 Mitglied des Sun Ra Arkestra; erste gemeinsame Aufnahmen entstanden 1962 für dessen Album Secrets of the Sun. Bis 1971 wirkte er bei sieben weiteren Platten mit; nach einer Unterbrechung kehrte er 1988 in das Ensemble zurück, zu hören auf den Alben A Song for the Sun und Music for the 21st Century (El Ra Records). Neben seinen Aktivitäten im Arkestra nahm Jenkins unter eigenem Namen das selbst produzierte Album Under the Sun auf. Er schrieb u. a. die Komposition King, gewidmet dem Bürgerrechtler Martin Luther King; der Song wurde vom Brooklyn Repertory Ensemble auf deren Album Pragmatic Optimism interpretiert. Außerdem wirkte er im Gunter Hampel New York Orchestra (Fresh Heat), bei Eddie Gale (Eddie Gale's Ghetto Music) und bei Mario Escaleras Album Goodbye Pork-Pie Hat mit.
Art Jenkins ist nicht mit dem gleichnamigen Keyboarder und Perkussionisten Arthur Jenkins (1936–2009) zu verwechseln.